# Кокорін Олександр Олександрович
Олекса́ндр Олекса́ндрович Коко́рін (нар. 19 вересня 1991 року, м. Валуйки, Бєлгородська область, РРФСР) — російський футболіст. Грає на позиції вінгера та нападника. Гравець італійської «Фіорентіни». На правах оренди грає за кіпрський «Аріс».

## Клубна кар'єра
Олександр Кокорін почав займатися футболом у рідному місті Валуйки під керівництвом батька. Коли він навчався у першому класі, до них у школу прийшов тренер, який запропонував хлопцям займатися у футбольній секції. Олександр погодився, паралельно відвідуючи секцію боксу. У 9-річному віці Кокорін приїхав на перегляд до московського «Спартака», де їм залишилися задоволені, проте надати житло були неготові. Однак це питання змогли владнати функціонери московського «Локомотива». У ДЮСШ цього клубу Олександр провів шість років і за цей час кілька разів був визнаний найкращим нападаючим першості спортивних шкіл Москви.
Перед сезоном 2008 року Олександр підписав трирічний контракт з московським «Динамо». Клуб зазнавав труднощів з нападниками, в результаті чого 17-річний Кокорін дебютував у російській прем'єр-лізі 4 жовтня 2008 року в матчі 24-го туру «Динамо» — «Сатурн» (2:1) і забив гол, ставши наймолодшим автором забитого м'яча у тому чемпіонаті та одним з 16 футболістів, яким вдалося забити у 17-річному віці у матчах серед команд вищої ліги чемпіонату Росії. Три туру потому Кокорін забив ще один гол у матчі проти свого «рідного» клубу — московського «Локомотива» (у тому матчі динамівці перемогли з рахунком 1:0).
Після матчу з «Сатурном» Кокорін відіграв за основний склад «Динамо» усі 6 матчів чемпіонату, що залишилися, і після закінчення сезону нарівні з іншими гравцями клубу отримав бронзову медаль. Того ж року його визнали найкращим нападаючим IV Міжнародного юнацького турніру на призи Федерації футболу Білорусі.
Наступні два сезони у кар'єрі Олександра буди доволі неоднозначними. З одного боку він регулярно з'являвся на футбольному полі, а з іншого — його результативність була просто жахливою, як для гравця його амплуа. У сезоні 2009 року він відзначився лише двічі, а у 2010 Кокоріну жодного разу не вдалося засмутити голкіперів суперників. Незважаючи на це, спортивний директор «Динамо» Костянтин Сарсанія зазначав, що Олександром активно цікавляться інші клуби, зокрема «Спартак» та ЦСКА.
У лютому 2011 року Кокорін уклав новий контракт з клубом строком на 3,5 роки. У сезоні 2011/12 Олександр був одним з основних гравців «Динамо», що активно боролося за бронзові нагороди чемпіонату та дійшло до фіналу Кубка Росії. Самого ж Кокоріна було відзначено премією «Відкриття сезону» за версією РФС.
30 січня 2016 року було офіційно оголошено про перехід гравця до складу футбольного клубу «Зеніт». 30 червня 2019 термін дії контракту завершився.
2020 року грав за «Сочі» і московський «Спартак», а в січні 2021 року приєднався до італійської «Фіорентіни». В Італії за півтора роки лише 10 разів виходив на поле в іграх Серії A, після чого у серпні 2022 року був відданий в оренду до кіпрського «Аріса».

## Виступи у збірній
У 2009 році Кокоріна вперше було викликано до молодіжної збірної Росії, де він був одним з лідерів, демонструючи доволі непогану, і головне результативну, гру. У 2011 році завдяки впевненим виступами за молодіжку та московське «Динамо» він привернув увагу тренерського штабу збірної Росії та отримав виклик на товариський матч проти збірної Греції, у якому й дебютував у червоно-білій формі головної команди країни.
За підсумками тренувального збору збірної Росії, який передував Чемпіонату Європи 2012 року, Олександра було включено до заявки збірної на турнір. Був учасником Євро-2012, чемпіонату світу 2014 року та Євро-2016.

## Статистика виступів

### Статистика клубних виступів
Станом на 12 вересня 2022
| Сезон                       | Команда                     | Чемпіонат                   | Чемпіонат | Чемпіонат | Національний кубок | Національний кубок | Національний кубок | Континентальні кубки | Континентальні кубки | Континентальні кубки | Інші змагання | Інші змагання | Інші змагання | Усього | Усього |
| Сезон                       | Команда                     | Ліга                        | Ігор      | Голів     | Ліга               | Ігор               | Голів              | Ліга                 | Ігор                 | Голів                | Ліга          | Ігор          | Голів         | Ігор   | Голів  |
| --------------------------- | --------------------------- | --------------------------- | --------- | --------- | ------------------ | ------------------ | ------------------ | -------------------- | -------------------- | -------------------- | ------------- | ------------- | ------------- | ------ | ------ |
| 2008                        | «Динамо» (Москва)           | ПЛ                          | 7         | 2         | КР                 | 2                  | 0                  | -                    | -                    | -                    | -             | -             | -             | 9      | 2      |
| 2009                        | «Динамо» (Москва)           | ПЛ                          | 24        | 2         | КР                 | 1                  | 0                  | ЛЧ+ЛЄ                | 2+2                  | 1+0                  | -             | -             | -             | 29     | 3      |
| 2010                        | «Динамо» (Москва)           | ПЛ                          | 24        | 0         | КР                 | 2                  | 0                  | -                    | -                    | -                    | -             | -             | -             | 26     | 0      |
| 2011–12                     | «Динамо» (Москва)           | ПЛ                          | 37        | 5         | КР                 | 4                  | 2                  | -                    | -                    | -                    | -             | -             | -             | 41     | 7      |
| 2012–13                     | «Динамо» (Москва)           | ПЛ                          | 22        | 10        | КР                 | 1                  | 0                  | ЛЄ                   | 3                    | 3                    | -             | -             | -             | 26     | 13     |
| 2013–14                     | «Динамо» (Москва)           | ПЛ                          | 22        | 10        | КР                 | 1                  | 0                  | -                    | -                    | -                    | -             | -             | -             | 23     | 10     |
| 2014–15                     | «Динамо» (Москва)           | ПЛ                          | 27        | 8         | КР                 | 1                  | 0                  | ЛЄ                   | 11                   | 2                    | -             | -             | -             | 39     | 10     |
| 2015-січ. 2016              | «Динамо» (Москва)           | ПЛ                          | 8         | 4         | КР                 | 2                  | 1                  | -                    | -                    | -                    | -             | -             | -             | 10     | 5      |
| Усього за «Динамо» (Москва) | Усього за «Динамо» (Москва) | Усього за «Динамо» (Москва) | 171       | 41        |                    | 14                 | 3                  |                      | 18                   | 6                    |               | -             | -             | 203    | 50     |
| січ.-черв. 2016             | «Зеніт»                     | ПЛ                          | 10        | 2         | КР                 | 2                  | 1                  | ЛЧ                   | 2                    | 0                    | СКР           | -             | -             | 14     | 3      |
| 2016–17                     | «Зеніт»                     | ПЛ                          | 27        | 5         | КР                 | 2                  | 1                  | ЛЄ                   | 8                    | 4                    | СКР           | 1             | 0             | 38     | 10     |
| 2017–18                     | «Зеніт»                     | ПЛ                          | 22        | 10        | КР                 | 0                  | 0                  | ЛЄ                   | 13                   | 9                    | -             | -             | -             | 35     | 19     |
| 2018–19                     | «Зеніт»                     | ПЛ                          | 3         | 0         | КР                 | 1                  | 1                  | ЛЄ                   | 1                    | 1                    | -             | -             | -             | 5      | 2      |
| 2019-січ. 2020              | «Зеніт»                     | ПЛ                          | 0         | 0         | КР                 | 0                  | 0                  | ЛЧ                   | 0                    | 0                    | СКР           | 0             | 0             | 0      | 0      |
| Усього за «Зеніт»           | Усього за «Зеніт»           | Усього за «Зеніт»           | 62        | 17        |                    | 5                  | 3                  |                      | 24                   | 14                   |               | 1             | 0             | 92     | 34     |
| січ.-лип. 2020              | «Сочі»                      | ПЛ                          | 10        | 7         | КР                 | -                  | -                  | -                    | -                    | -                    | -             | -             | -             | 10     | 7      |
| 2020-січ. 2021              | «Спартак» (Москва)          | ПЛ                          | 8         | 2         | КР                 | 2                  | 0                  | -                    | -                    | -                    | -             | -             | -             | 10     | 2      |
| січ.-черв. 2021             | «Фіорентина»                | A                           | 4         | 0         | КІ                 | -                  | -                  | -                    | -                    | -                    | -             | -             | -             | 4      | 0      |
| 2021–22                     | «Фіорентина»                | A                           | 6         | 0         | КІ                 | 1                  | 0                  | -                    | -                    | -                    | -             | -             | -             | 7      | 0      |
| серп. 2022                  | «Фіорентина»                | A                           | 0         | 0         | КІ                 | 0                  | 0                  | ЛК                   | 0                    | 0                    | -             | -             | -             | 0      | 0      |
| Усього за «Фіорентину»      | Усього за «Фіорентину»      | Усього за «Фіорентину»      | 10        | 0         |                    | 1                  | 0                  |                      | -                    | -                    |               | -             | -             | 11     | 0      |
| вер. 2022-                  | «Аріс»                      | ЧК                          | 3         | 1         | КК                 | -                  | -                  | -                    | -                    | -                    | -             | -             | -             | 3      | 1      |
| Усього за кар'єру           | Усього за кар'єру           | Усього за кар'єру           | 264       | 68        |                    | 22                 | 6                  |                      | 42                   | 20                   |               | 1             | 0             | 329    | 94     |

### Статистика виступів за збірні
| Дата       | Місто           | Господарі   | Результат | Гості             | Турнір             | Голи | Примітки |
| ---------- | --------------- | ----------- | --------- | ----------------- | ------------------ | ---- | -------- |
| 11-11-2011 | Пірей           | Греція      | 1 – 1     | Росія             | товариський матч   | -    | 46'      |
| 29-2-2012  | Копенгаген      | Данія       | 0 – 2     | Росія             | товариський матч   | -    | 46'      |
| 25-5-2012  | Москва          | Росія       | 1 – 1     | Уругвай           | товариський матч   | -    | 77'      |
| 29-5-2012  | Ньйон           | Литва       | 0 – 0     | Росія             | товариський матч   | -    | 46'      |
| 1-6-2012   | Цюрих           | Італія      | 0 – 3     | Росія             | товариський матч   | -    | 85'      |
| 8-6-2012   | Вроцлав         | Росія       | 4 – 1     | Чехія             | ЧЄ 2012 - 1-й етап | -    | 84'      |
| 15-8-2012  | Москва          | Росія       | 1 – 1     | Кот-д'Івуар       | товариський матч   | -    | 46'      |
| 7-09-2012  | Москва          | Росія       | 2 – 0     | Північна Ірландія | Відбір до ЧС 2014  | -    | 58'      |
| 11-09-2012 | Рамат-Ган       | Ізраїль     | 0 – 4     | Росія             | Відбір до ЧС 2014  | 1    | 78'      |
| 12-10-2012 | Москва          | Росія       | 1 – 0     | Португалія        | Відбір до ЧС 2014  | -    | 90'      |
| 16-10-2012 | Москва          | Росія       | 1 – 0     | Азербайджан       | Відбір до ЧС 2014  | -    |          |
| 14-11-2012 | Краснодар       | Росія       | 2 – 2     | США               | товариський матч   | -    | 52' 67'  |
| 25-03-2013 | Лондон          | Росія       | 1 – 1     | Бразилія          | товариський матч   | -    | 46'      |
| 6-9-2013   | Казань          | Росія       | 4 – 1     | Люксембург        | Відбір до ЧС 2014  | 2    | 46'      |
| 10-9-2013  | Санкт-Петербург | Росія       | 3 – 1     | Ізраїль           | Відбір до ЧС 2014  | 1    | 77'      |
| 11-10-2013 | Люксембург      | Люксембург  | 0 – 4     | Росія             | Відбір до ЧС 2014  | -    | 46'      |
| 15-10-2013 | Баку            | Азербайджан | 1 – 1     | Росія             | Відбір до ЧС 2014  | -    |          |
| 15-11-2013 | Дубай           | Росія       | 1 – 1     | Сербія            | товариський матч   | -    |          |
| 5-3-2014   | Краснодар       | Росія       | 2 – 0     | Вірменія          | товариський матч   | 1    | 63'      |
| 26-5-2014  | Санкт-Петербург | Росія       | 1 – 0     | Словаччина        | товариський матч   | -    | 75'      |
| 31-5-2014  | Осло            | Норвегія    | 1 – 1     | Росія             | товариський матч   | -    |          |
| 6-6-2014   | Москва          | Росія       | 2 – 0     | Марокко           | товариський матч   | -    | 56'      |
| 18-6-2014  | Куяба           | Росія       | 1 – 1     | Південна Корея    | ЧС 2014 - 1-й етап | -    |          |
| 22-6-2014  | Ріо-де-Жанейро  | Бельгія     | 1 – 0     | Росія             | ЧС 2014 - 1-й етап | -    |          |
| 26-6-2014  | Куритиба        | Алжир       | 1 – 1     | Росія             | ЧС 2014 - 1-й етап | 1    |          |
| 8-9-2014   | Хімки           | Росія       | 4 – 0     | Ліхтенштейн       | Відбір до ЧЄ 2016  | -    |          |
| 11-10-2014 | Стокгольм       | Швеція      | 1 – 1     | Росія             | Відбір до ЧЄ 2016  | 1    |          |
| 15-11-2014 | Відень          | Австрія     | 1 – 0     | Росія             | Відбір до ЧЄ 2016  | -    |          |
| 18-11-2014 | Будапешт        | Угорщина    | 1 – 2     | Росія             | товариський матч   | -    | 46'      |
| 27-3-2015  | Подгориця       | Чорногорія  | 0 – 3     | Росія             | Відбір до ЧЄ 2016  | -    | 66'      |
| 7-6-2015   | Москва          | Росія       | 4 – 2     | Білорусь          | товариський матч   | 1    | 61'      |
| 14-6-2015  | Москва          | Росія       | 0 – 1     | Австрія           | Відбір до ЧЄ 2016  | -    | 80'      |
| 5-9-2015   | Москва          | Росія       | 1 – 0     | Швеція            | Відбір до ЧЄ 2016  | -    |          |
| 8-9-2015   | Вадуц           | Ліхтенштейн | 0 – 7     | Росія             | Відбір до ЧЄ 2016  | 1    |          |
| 9-10-2015  | Кишинів         | Молдова     | 1 – 2     | Росія             | Відбір до ЧЄ 2016  | -    |          |
| 12-10-2015 | Москва          | Росія       | 2 – 0     | Чорногорія        | Відбір до ЧЄ 2016  | 1    |          |
| 29-3-2016  | Париж           | Франція     | 4 – 2     | Росія             | товариський матч   | 1    | 36' 80'  |
| 1-6-2016   | Інсбрук         | Чехія       | 2 – 1     | Росія             | товариський матч   | 1    | 64'      |
| 5-6-2016   | Монако          | Сербія      | 1 – 1     | Росія             | товариський матч   | -    |          |
| 11-6-2016  | Марсель         | Англія      | 1 – 1     | Росія             | ЧЄ 2016 - 1-й етап | -    |          |
| 15-6-2016  | Лілль           | Росія       | 1 – 2     | Словаччина        | ЧЄ 2016 - 1-й етап | -    | 75'      |
| 20-6-2016  | Тулуза          | Росія       | 0 – 3     | Уельс             | ЧЄ 2016 - 1-й етап | -    |          |
| 10-11-2016 | Доха            | Катар       | 2 – 1     | Росія             | товариський матч   | -    |          |
| 15-11-2016 | Грозний         | Росія       | 1 – 0     | Румунія           | товариський матч   | -    |          |
| 7-10-2017  | Москва          | Росія       | 4 – 2     | Росія             | товариський матч   | -    |          |
| 10-10-2017 | Казань          | Росія       | 1 – 1     | Іран              | товариський матч   | -    |          |
| 11-11-2017 | Москва          | Росія       | 0 – 1     | Аргентина         | товариський матч   | -    | 82'      |
| 14-11-2017 | Санкт-Петербург | Росія       | 3 – 3     | Іспанія           | товариський матч   | -    | 62'      |
| Усього     |                 | Матчів      | 48        |                   | Голів              | 12   |          |

| Дата       | Місто            | Господарі         | Результат | Гості             | Турнір                             | Голи | Примітки |
| ---------- | ---------------- | ----------------- | --------- | ----------------- | ---------------------------------- | ---- | -------- |
| 11-2-2009  | -                | Білорусь          | 3 – 1     | Росія             | Товариський матч                   | -    | 33'      |
| 1-4-2009   | Краснодар        | Росія             | 4 – 0     | Андорра           | Кваліфікація молодіжного Євро-2011 | -    | 40'      |
| 9-6-2009   | Торсгавн         | Фарерські острови | 1 – 0     | Росія             | Кваліфікація молодіжного Євро-2011 | -    | 38'      |
| 5-9-2009   | Лієпая           | Латвія            | 0 – 4     | Росія             | Кваліфікація молодіжного Євро-2011 | -    | 75'      |
| 8-9-2009   | Андорра-ла-Велья | Андорра           | 0 – 4     | Росія             | Кваліфікація молодіжного Євро-2011 | -    | 51'      |
| 10-10-2009 | Москва           | Росія             | 2 – 0     | Фарерські острови | Кваліфікація молодіжного Євро-2011 | -    | 84'      |
| 14-10-2009 | Москва           | Росія             | 3 – 1     | Молдова           | Кваліфікація молодіжного Євро-2011 | 2    |          |
| 14-11-2009 | Тирасполь        | Молдова           | 0 – 3     | Росія             | Кваліфікація молодіжного Євро-2011 | -    |          |
| 16-11-2010 | Ле-Ман           | Франція           | 0 – 1     | Росія             | Товариський матч                   | -    | 90+1'    |
| 9-2-2011   | -                | Україна           | 0 – 3     | Росія             | Товариський матч                   | -    | 42' 46'  |
| 26-3-2011  | Марбелья         | Росія             | 7 – 3     | Гвінея            | Товариський матч                   | 1    | 71'      |
| 29-3-2011  | Марбелья         | Росія             | 8 – 0     | Азербайджан       | Товариський матч                   | -    | 46'      |
| 13-4-2011  | Падуя            | Італія            | 2 – 0     | Росія             | Товариський матч                   | -    |          |
| 5-6-2011   | Сорія            | Іспанія           | 1 – 1     | Росія             | Товариський матч                   | -    | 46'      |
| 10-8-2011  | Нижній Новгород  | Росія             | 2 – 1     | Росія             | Товариський матч                   | -    |          |
| 6-9-2011   | -                | Польща            | 0 – 2     | Росія             | Кваліфікація молодіжного Євро-2013 | 1    | 81'      |
| 7-10-2011  | Тирасполь        | Молдова           | 0 – 6     | Росія             | Кваліфікація молодіжного Євро-2013 | 3    |          |
| 14-11-2011 | Москва           | Росія             | 2 – 1     | Португалія        | Кваліфікація молодіжного Євро-2013 | 1    |          |
| Усього     |                  | Матчів            | 18        |                   | Голів                              | 8    |          |

## Досягнення

### Командні трофеї
Динамо (Москва):
- Бронзовий призер чемпіонату Росії (1): 2008
- Фіналіст Кубка Росії (1): 2011–12

 «Зеніт»:
- Володар Кубка Росії (1): 2015–16
- Володар Суперкубка Росії (1): 2016

 Аріс:
- Чемпіон Кіпру (1): 2022–23

### Особисті здобутки
- Найкращий молодий футболіст російської прем'єр-ліги (лауреат премії «Перша п'ятірка»[12]): 2011
- Володар премії у номінації «Відкриття сезону» за версією РФС: 2012

## Цікаві факти
- Олександр Кокорін зустрічався з кузиною відомого російського репера Тіматі[13].
- Кокорін відомий своєю любов'ю до різноманітних тусовок та вечірок. Фотографії футболіста з нічних клубів часто ставали причиною невдоволення та насмішок вболівальників[14].

## Скандали
На початку липня 2016 року, після того, як збірна Росії покинула достроково чемпіонат Європи, великий резонанс в ЗМІ отримало відео вечірки в нічному клубі Twiga в Монте-Карло, в якій брали участь Кокорін і Павло Мамаєв. Після цього Кокорін був переведений до складу «Зеніту-2».
У січні 2017 року Кокорін під час відпустки в одній з південних країн світу виклав фотографію в футболці з зображенням Пабло Ескобара, знаменитого наркобарона 90-х, одного з найвідоміших злочинців в історії. Ескобара звинувачували в тортурах і вбивствах людей, корупційної діяльності і головне - масовому продажі наркотиків. У березні був позбавлений водійських прав на чотири місяці за їзду по зустрічній смузі. Влітку відразу після вильоту збірної Росії з Кубка конфедерацій Кокорін разом з Артемом Дзюбою виклали відео, на якому вони підносять руку над губою, зображуючи вуса. Крім того кадр супроводжувала підпис «меседж» — слово, яке використовує головний тренер збірної Росії Станіслав Черчесов. Багато хто розцінив цей жест, як підступ тренера. У грудні Олександр потрапив в скандал на весіллі Алана Чочиєва в Північній Осетії. Футболіст виклав в мережу відео, на якому він вітає нареченого під постріли з пістолета.

### Кримінальне переслідування
7 жовтня 2018 роки після матчу «Зеніт» — «Краснодар» в Санкт-Петербурзі Кокорін разом з півзахисником «Краснодара» Павлом Мамаєвим орендували купе поїзда «Сапсан» і відправилися в Москву, ведучи себе неналежним чином і споживаючи багато алкоголю. Вони збиралися відзначити ювілей «10 років дружби». Поїзд відправився з Санкт-Петербурга о 21:00 і прибув до Москви в 0:47, вони вирушили в нічний стриптиз-клуб «Егоїст Пекін» біля метро «Маяковська».
8 жовтня 2018 року біля 7 години ранку Кокорін і Мамаєв побили громадянина Білорусі Віталія Соловчука, що працює водієм і чекав біля готелю «Пекін» ведучу програми «Доброго ранку» «Первого канала» Ольгу Ушакову. Соловчук отримав струс мозку і черепно-мозкову травму, потрапив до реанімації міської клінічної лікарні імені Боткіна.
8 жовтня 2018 року біля 9 години ранку Кокорін і Мамаєв влаштували бійку в Москві в кафе «Кавоманія» на Великій Нікітській вулиці, жертвою якої стали директор департаменту автомобільної промисловості і залізничного машинобудування Мінпромторгу Росії Денис Климентійович Пак і гендиректор ДНЦ РФ ФГУП «НАМИ» Сергій Володимирович Гайсин. Однак в НАМИ спростували інформацію про те, що Гайсин постраждав. За обома епізодами поліція завела кримінальну справу за статтею 116 КК РФ «побої». 11 жовтня 2018 року обидва чиновника були нагороджені Указом Президента Росії Володимира Путіна "за великий внесок у реалізацію проекту «Єдина модульна платформа». Пак — Орденом «За заслуги перед вітчизною» II ступеня, Гайсин — орденом Олександра Невського.
10 жовтня 2018 року МВС перекваліфіковувало статтю «побої» щодо Кокоріна на більш тяжку статтю 213 КК РФ «хуліганство». Цьому рішенню послужив той факт, що футболіст не з'явився в призначений час (13.00 (UTC+3), 10 жовтня 2018) на допит в поліцію. Було встановлено, що якщо Кокорін не з'явиться на допит до 18:00 (UTC+3) того ж дня, то МВС має намір оголосити футболіста в федеральний розшук. До 19:30 десятого жовтня він з'явився в відділ поліції для проведення слідчих дій.
11 жовтня 2018 року Тверським районним судом міста Москви заарештований на два місяці. 18 жовтня були пред'явлені звинувачення за статтями 116 КК РФ «побої» і 213 КК РФ «Хуліганство». 19 жовтня Московський міський суд відхилив апеляції футболістів про незаконність їх утримання в СІЗО і пропозиції про переведення обвинувачених під домашній арешт або звільнення під заставу. На засідання петербурзький клуб надіслав клопотання про зміну запобіжного заходу для гравця за підписом президента клубу Сергія Фурсенко і доклав позитивну характеристику. У заяві говорилося, що Фурсенко і Сергій Семак особисто простежать за домашнім арештом Кокоріна, а Семак має великий вплив на футболіста і користується його повагою і авторитетом. Крім тренера і боса позитивну характеристику на обвинуваченого дали всі гравці «Зеніту» — навіть Клаудіо Маркізіо, який провів з ним один матч, а в Росії перебував лише один місяць. Суд, втім, заявив, що функціонер не може клопотати про це, але долучив всі характеристики до справи. У той же день Кокорін і Мамаєв були переведені з карантину в двомісні камери СІЗО «Бутирка». 5 грудня Тверський суд Москви задовольнив клопотання слідства і продовжив до 8 лютого термін арешту футболістів.
21 грудня Кокорін і Мамаєву наслідком додаткового розслідування було пред'явлено звинувачення за більш тяжкою статтею 115.2 КК «Умисне заподіяння легкої шкоди здоров'ю».
Внаслідок інциденту інтернет-магазин «Зеніту» прибрав функцію друку і покупки екіпіровки клубу з прізвищем футболіста. Також в аеропорту «Пулково» був знятий банер із зображеним на ньому Кокоріним і написом «Разом сміливо!» Керівництво клубу зробило заяву, в якій різко засудило вчинок футболіста.
Колишній головний тренер «Спартака» і збірної Росії з футболу Олег Романцев вважає, що півзахисника «Краснодара» Павла Мамаєва і нападника «Зеніту» Олександра Кокоріна треба покарати тільки 15 добами арешту. Такою думкою він поділився в інтерв'ю ТАРС 4 січня 2019 року.
Наприкінці березня 2019 року стало відомо, що Європейський суд з прав людини не став розглядати скаргу футболіста Олександра Кокоріна, тому що вона була неправильно оформлена.
8 травня 2019 року стало відомо, що Пресненський районний суд міста Москви засудив футболіста Олександра Кокоріна, до одного року і шести місяців позбавлення волі з відбуванням покарання в колонії загального режиму.
4 липня 2019 був етапований до колонії Белгородської області.